# Legal Initiative for Forest and Environment
Legal Initiative for Forest and Environment (LIFE; deutsch Rechts-Initiative für Wald und Umwelt) ist eine Bürgerrechts- und Umweltschutzorganisation in New Delhi in Indien. 2021 erhielt sie den Right Livelihood Award.

## Geschichte
2005 gründeten die Rechtsanwälte Rittwick Dutta und Rahul Choudhay die Organisation Legal Initiative for Forest and Environment. Sie sollte Gemeinschaften juristische Unterstützung gegen ungesetzliche Eingriffe in die Natur durch Unternehmen bieten, zum Beispiel bei Abholzungen von Wäldern und bei Bergbauprojekten.
2010 gelang es, ein Bauxit-Minenprojekt von Vedanta Limited, indischer Tochtergesellschaft des britischen Bergbaukonzerns Vedanta Resources, vor dem Obersten Gericht Indiens zu stoppen. In jenem Jahr wurde mit Hilfe von LIFE auch ein Nationales Grünes Tribunal als juristische Instanz geschaffen, das es Gemeinschaften leichter macht, auf Verstöße gegen das Umweltrecht durch Unternehmen aufmerksam zu machen.
2021 wurde die Organisation mit dem Right Livelihood Award ausgezeichnet, der auch als Alternativer Nobelpreis bezeichnet wird.